# Герен, Камиль
Жан-Мари Камиль Герен (фр. Jean-Marie Camille Guérin, 22 декабря 1872, Пуатье — 9 июня 1961, Париж) — французский учёный, ветеринарный врач, бактериолог и иммунолог, который в начале 1920-х годов вместе с Альбером Кальметом создал противотуберкулёзную вакцину ВСG (БЦЖ).

## Биография
К. Герен родился в семье со скромным достатком. Его родители умерли от туберкулёза (отец — в 1882, мать — в 1918).
С 1892 по 1896 обучался в Альфорской национальной ветеринарной школе и ещё будучи студентом, работал помощником патолога.
В 1897 был принят на работу в отделение Института Пастера в Лилле и начал работать под руководством руководителя этого филиала, врача-бактериолога и иммунолога Альберта Кальмета (1863—1933). Начинал свою научную карьеру, как специалист, отвечающий за подготовку сыворотки Кальметта (противоядия против укусов змей) и вакцины против оспы.
В результате его исследований была значительно улучшена технология производства противооспной вакцины, а позднее, разработан метод количественного определения степени вирулентности.
В 1900 — заведующий лабораторией в Лилле. После этого, с 1905 по 1915 и с 1918 по 1928 К. Герен, работая в тесном сотрудничестве с Кальметом, посвятил себя исследованиям по созданию вакцины против туберкулëза.
В 1905 они совместно разработали способы ослабления патогенного действия микобактерий (Mycobacterium), используя последовательные опытные изменения культуры. В 1908, после успешного получения иммунологически активного препарата, который можно было использовать для производства вакцины, они опубликовали результаты того, что позднее было названо БЦЖ.
В 1921 они получили эффективную вакцину, которая могла быть использована в медицине.
В 1928 К. Герен переехал в Париж и стал директором противотуберкулëзной службы в Институте Пастера.
В 1939 — вице-президент Национального комитета защиты от туберкулеза. В 1948 Герен был председателем Первого международного конгресса по БЦЖ.
В 1949 стал президентом ветеринарной академии Франции, а в 1951 и президентом медицинской Академии.
В 1955 Французская академия наук присудила ему Гран-при в области науки.
Умер в пастеровском госпитале в Париже.